# Drain You
Drain You is een nummer van de grungeband Nirvana van het album Nevermind uit 1991. Het nummer is ook de B-kant van Nirvana's populairste nummer, Smells Like Teen Spirit.

## Compositie
Het nummer is geschreven door zanger/gitarist Kurt Cobain. Het is nooit echt duidelijk geworden waar het nummer over gaat. De tekst 'It is now my duty to completely drain you' werd gezegd door Cobains voormalige vriendin. Het was een van zijn favoriete nummers.
De brug wordt bespeeld met niets meer dan zijn stem en een paar rubberen speeltjes.
Drain You maakt deel uit van het muziekspel Rock Band 2.